# Abdel al-Ilah al-Bachir
O general Abdul-Ilah al-Bashir al-Noeimi foi um dos comandantes em chefe do Conselho Militar Supremo do Exército Livre da Síria, o maior grupo opositor na Guerra Civil Síria. Tomou cargo em 16 de fevereiro de 2014 em lugar do general Salim Idris e permaneceu nele até o fim do mesmo ano.